# D21 (Mayenne)
De D21 is een departementale weg in het Franse departement Mayenne. De weg loopt van de grens met Sarthe naar Laval. In Sarthe loopt de weg verder als D306 naar La Flèche en Tours.

## Geschiedenis
Oorspronkelijk was de D21 onderdeel van de N159. In 1973 werd de weg overgedragen aan het departement Mayenne, omdat de weg geen belang meer had voor het doorgaande verkeer. De weg is toen omgenummerd tot D21.